# Ariane, jeune fille russe (film)
Pour le roman, voir Ariane, jeune fille russe.
Pour plus de détails, voir Fiche technique et Distribution.
Ariane, jeune fille russe est un film franco-allemand réalisé par Paul Czinner, sorti en 1932.

## Synopsis
Ariane est une jeune étudiante russe vivant à Paris. Elle décide de séduire un homme d’une quarantaine d’années.

## Fiche technique
- Titre français : Ariane, jeune fille russe
- Réalisation : Paul Czinner
- Scénario : Paul Czinner d'après Ariane, jeune fille russe de Claude Anet
- Pays d'origine : France - République de Weimar
- Format : Noir et blanc
- Genre : drame
- Date de sortie : France, 26 février 1932[1]

## Distribution
- Gaby Morlay : Ariane
- Rachel Devirys : Tante Warwara
- Maria Fromet : Olga
- Victor Francen : Constantin
- Jean Dax : le professeur